# Suzy Doleyres
Suzy Doleyres, née Sandoz le 30 mai 1926 à Sonvilier dans le Jura bernois et morte le 24 février 2022, est une écrivain vaudoise.

## Biographie
Née d’un père horloger aux Brenets, Suzy Doleyres, après des études de commerce, exerce la profession de secrétaire.
Elle est l'auteur de trois romans publiés dont L'enclave (1979) et Une phalène en novembre (1983). On lui doit également plusieurs textes parus dans des revues littéraires et culturelles.
Médaillée d'argent de l'Académie de Lutèce en 1974, Suzy Doleyres a reçu le Prix Berthe Vuillemin en 1977. En 2003, paraît aux éditions de l'Aire Il est grand temps de rallumer les étoiles roman historique retraçant la vie d'Adèle Huguenin alias T. Combe, romancière ayant vécu au Locle de 1856-1933.
Suzy Doleyres a été présidente de l'Association des écrivains neuchâtelois et jurassiens.

## Sources
1. ↑  « Dictionnaire du Jura – Doleyres, Suzy (1926-2022) », sur diju.ch (consulté le 30 mai 2025)

- « Suzy Doleyres », sur la base de données des personnalités vaudoises sur la plateforme « Patrinum » de la Bibliothèque cantonale et universitaire de Lausanne.
- Anne-Lise Delacrétaz, Daniel Maggetti, Écrivaines et écrivains d'aujourd'hui, p. 92
- RSR émission Intérieurs Daniel Fazan 11 décembre 2005
- A D S - Autorinnen und Autoren der Schweiz - Autrices et Auteurs de Suisse - Autrici ed Autori della Svizzera
- « Suzy Doleyres », Dictionnaire du Jura.